# Johannes Röntsch
Karl Johannes Röntsch (* 18. Mai 1872 in Miltitz; † nicht ermittelt) war ein deutscher Jurist. Von 1932 bis 1937 war er Präsident der Landesversicherungsanstalt Sachsen.

## Leben und Wirken
Er war der Sohn des Miltitzer Pfarrers Karl Johannes Röntsch (1838–1905). Nach dem Besuch des Gymnasiums in Freiberg und der Fürstenschule St. Afra in Meißen studierte er an den Universitäten Tübingen, Berlin und Leipzig Rechtswissenschaften. Sein Referendariat verbrachte er in Freiberg und Leipzig. Danach war er als Hilfsrichter u. a. in Dresden tätig, wo er später auch als Amtsrichter, Landrichter und Landgerichtsrat in Straf- und Zivilsachen wirkte.
1916 erfolgte seine Anstellung als Hilfsarbeiter im sächsischen Justizministerium. Von dort wurde er 1918 als Oberregierungsrat und als Direktor der Strafanstalt Bautzen in das Ministerium des Innern übernommen. Nach zwei Jahren wechselte er als Referent für den Strafvollzug im genannten Ministerium des Innern. Dort bearbeitete er zeitweise zusätzlich das Apotheken- und Hebammenwesen in Sachsen.
Röntsch wurde 1923 als Referent für Wohnungszwangswirtschaft in das Landeswohnungsamt versetzt, das damals dem Ministerium des Innern unterstand. Nach der Angliederung des Landeswohnungsamts an das Arbeitsministerium wurde auch er demselben zugeteilt. In dieser Zeit war Röntsch auch für drei Jahre ehrenamtlicher Stadtrat in Dresden.
1928 wurde er zum stellvertretenden Vorsitzenden der Landesversicherungsanstalt Sachsen ernannt und vertrat dessen beurlaubten Präsidenten Tempel zwei Jahre. Im Disziplinarprozess gegen Tempel sagte Röntsch als Zeuge aus und gab an, dass Tempel als Despot gegolten habe. Am 1. Februar 1932 übernahm er dann als Präsident dieses Amt. In dieser Funktion oblag ihn u. a. die Organisation des internationalen Versicherungskongresses 1936.
Nach Erreichen der Altersgrenze 1937 trat Röntsch in den Ruhestand. Sein bisheriger Stellvertreter Martin Möbius wurde der neue linientreue Präsident der Landesversicherungsanstalt.